# Emmanuel Saez

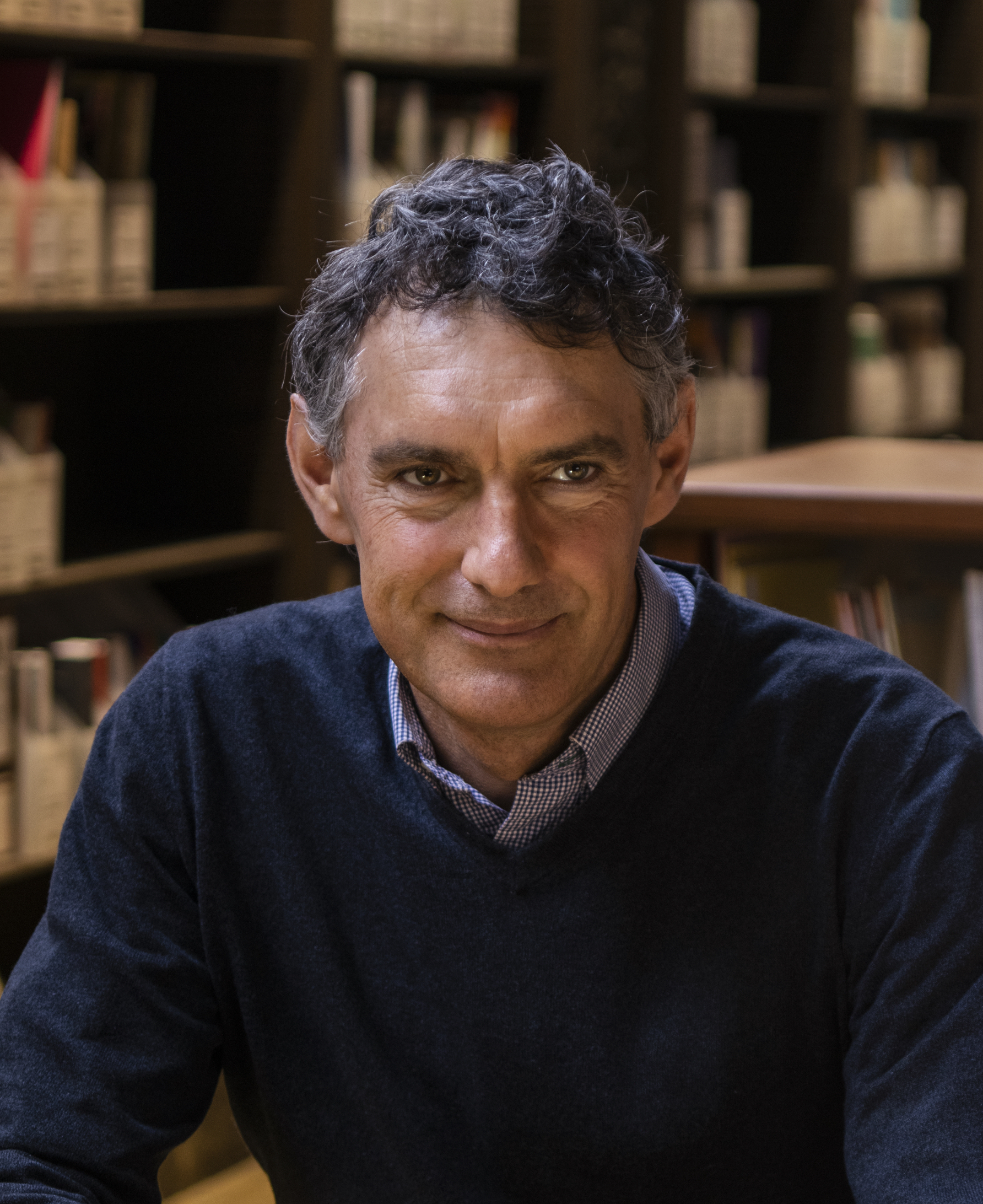
Emmanuel Saez, 2019

Emmanuel Saez (* 26. November 1972) ist ein französischer Wirtschaftswissenschaftler. Saez ist Professor für Wirtschaftswissenschaft an der University of California, Berkeley. Er ist Absolvent der École Normale Supérieure und erhielt am MIT 1999 seinen PhD in Wirtschaftswissenschaften.

## Forschung
Saez arbeitet über Vermögens- und Einkommensungleichheit sowie die Einkommensteuern. Dabei rückte er die Topverdiener in den Fokus seiner Untersuchungen. Seine Untersuchungen zur Verteilung von Vermögen und Einkommen führte zu Theorien über die Great Compression sowie die Great Divergence. Seine Untersuchungen haben Anstoß gegeben zu Forschungen über die Ideale Vermögensverteilung. Gemeinsam mit Facundo Alvaredo, Anthony Barnes Atkinson und Thomas Piketty arbeitet er im Zuge dieser Forschungen an der World Top Income Database.

## Auszeichnungen
- 2009: John Bates Clark Medal
- 2010: MacArthur Fellowship
- 2010: Prix du meilleur jeune économiste de France[4]
- 2010: Aufnahme in die American Academy of Arts and Sciences
- 2014: Horst-Recktenwald-Preis
- 2023: Aufnahme in die National Academy of Sciences

## Werke
- mit Camille Landais und Thomas Piketty: Pour une Révolution Fiscale: Un Impôt sur le Revenu pour le XXIème Siècle. Le Seuil, 2011, ISBN 2-02-103941-2 (Website).
- Facundo Alvaredo, Lucas Chancel, Thomas Piketty, Gabriel Zucman (Hrsg.): Die weltweite Ungleichheit: Der World Inequality Report 2018 (Übersetzt von Hans Freundl, Stephan Gebauer). C. H. Beck, München 2018, ISBN 978-3-406-72385-8.
- Der Triumph der Ungerechtigkeit: Steuern und Ungleichheit im 21. Jahrhundert, Suhrkamp Verlag, 2020, ISBN 978-3518429358